# Cistierna
Cistierna is een gemeente in de Spaanse provincie León in de regio Castilië en León met een oppervlakte van 97,61 km². Cistierna telt 3.290 inwoners (1 januari 2016).